# Хилл, Генри
Генри Хилл-младший (англ. Henry Hill Jr.; 11 июня 1943, Бруклин — 12 июня 2012, Лос-Анджелес) — американский гангстер, тесно работал с семьей Луккезе.
Будучи одним из сообщников семьи, Хилл участвовал в двух ограблениях Международного аэропорта имени Джона Кеннеди: в апреле 1967 года и в декабре 1978 года — одних из самых крупных ограблений за всю историю США. Окончательно оборвав связи с семьёй, Хилл стал осведомителем ФБР и рассказал всё о делах семьи Луккезе, вплоть до мельчайших подробностей.
Генри Хилл скончался 12 июня 2012 года в Лос-Анджелесе. История его жизни легла в основу книги Николаса Пиледжи «Мафиози», которую впоследствии экранизировал Мартин Скорсезе под названием «Славные парни». Роль Хилла исполнил Рэй Лиотта.
Генри Хилл стал прототипом главного персонажа игры Mafia: The City of Lost Heaven Томаса Анджело.

## Биография

### Ранние годы
Генри Хилл-младший родился 11 июня 1943 года в Бруклине, Нью-Йорк. Отец, Генри Хилл-старший, был ирландцем, а мать, Кармелла Хилл, сицилийкой. У мальчика было несколько братьев и сестёр. Неподалёку от дома Хилла располагалась стоянка такси, где обычно собирались все гангстеры района. Генри любил посещать её и общаться с преступниками. Владельцем стоянки был Пол Варио, который и предоставил Хиллу первую в жизни работу.
В 1955 году Хилл бросил школу и стал чаще видеться с гангстерами. Такая привязанность к преступникам возникла у мальчика из-за того, что они порядочно обходились с ним, в отличие от отца, избивавшего Генри при первой возможности. По иронии судьбы, Хилл не имел права официально стать «большой шишкой» в семье из-за своих полуирландских корней. По законам мафии банда могла впустить его к себе, но только на «второй план».
В возрасте 17 лет Хилл поступил на армейскую службу, отслужив три года, но и в этот период он не прекращал своих связей с мафией и продолжал преступную деятельность. В частности, он нелегально торговал излишками провизии с армейской кухни.

### Первые крупные преступления и сотрудничество с Джимми Бёрком
Отслужив в армии в начале 1960-х годов, Хилл вернулся в Нью-Йорк, где начал близко сотрудничать с авторитетными гангстерами Джимми Бёрком и Томми Десимоне. О последнем говорили, что он был экстремально жестоким и психически неуравновешенным преступником. В банде с несколькими остальными сообщниками они проворачивали множество крупных дел, в том числе ростовщичество, создание двойной бухгалтерии и торговля крадеными товарами. Основной специализацией Бёрка был угон грузовых автомобилей. При угоне машины Бёрк отдавал её водителю 50 долларов за его проблему, за что даже получил прозвище «Джимми Джентльмен».
В середине 1960-х годов Хилл познакомился с еврейской девушкой по имени Карен Фридман, на которой вскоре и женился. В 1967 году Генри Хилл принял участие в знаменитом ограблении Международного аэропорта имени Джона Кеннеди, во время которого около полумиллиона долларов было украдено из хранилища. Это событие резко повысило авторитет и репутацию Хилла в нью-йоркских криминальных кругах.
Хилл продолжил близкое сотрудничество с Джимми Бёрком. Вместе они отправились во Флориду, чтобы забрать крупный долг у карточного игрока. Тот не собирался так просто отдавать деньги, из-за чего был жестоко ими избит. Инцидентом заинтересовалась полиция. Хилл был арестован и осуждён на 10 лет, из которых отсидел всего четыре года. В тюрьме он торговал наркотиками и проводил свободное время с другими членами мафии. В июле 1978 года Хилл досрочно покинул тюрьму благодаря Полу Варио.

### Второе ограбление аэропорта
Сразу же после выхода из тюрьмы Варио устроил Хилла на работу в свой ночной клуб. Через два дня после этого Хилл улетел в Питтсбург, что нарушало условия досрочного освобождения. Там он встретился с человеком по имени Пол Маззей, который задолжал ему большую сумму денег. Вместо долларов Маззей отдал Хиллу два чемодана, доверху наполненных марихуаной. Опасаясь лететь обратно на самолёте, Хилл сел на автобус, и прямо в нём начал торговать наркотиками, нарушив, тем самым, условия о досрочном освобождении и заветы своей семьи, гласящие: «Ни один из сообщников семьи не может продавать наркотики». Невзирая на это, вскоре Хилл затеял крупнейшую операцию по торговле наркотическими веществами, покрывающую несколько штатов. Он имел дело с марихуаной, кокаином, героином и метаквалоном.
Ключевым эпизодом биографии Генри Хилла является второе ограбление Международного аэропорта имени Джона Кеннеди, произошедшее в декабре 1978 года. 11 декабря 1978 года шесть или семь вооружённых человек в масках ворвались в отделение авиаперевозчика Lufthansa, расположенное в аэропорту имени Кеннеди, связали охранников, и скрылись с 5 миллионами долларов в мешках. Хилл помогал спланировать это дело. Спустя несколько месяцев после ограбления многие, кто принимал в нём участие, либо бесследно пропали, либо были найдены мёртвыми. Томми Десимоне был ликвидирован в январе 1979 года из-за обвинения в расправе над Билли Бентвена «Билли Баттс», членом семьи Гамбино.

### Участие в программе защиты свидетелей и дальнейшая жизнь
В апреле 1980 года Генри Хилл был арестован в округе Нассау, штат Нью-Йорк. Причиной этому стали привычные для Хилла сделки по торговле наркотиками. Он не пожелал снова сидеть в тюрьме и внёс залог. Вскоре после этого Хилл осознал, что его коллеги по преступному бизнесу хотят устранить его за нарушение уставов мафии. Он, его жена и дети решили участвовать в федеральной программе защиты свидетелей. За показания против своих бывших сообщников Хиллу пообещали новое место жительства и имя, помесячную плату и абсолютно чистое досье.
В результате этого Джимми Бёрк был приговорён к 20 годам лишения свободы, однако спустя 2 года федералы выяснили, что Бёрк когда-то совершил жестокое убийство, и в итоге ему ужесточили наказание до пожизненного лишения свободы. Бёрк скончался в своей камере в 1996 году. Хилл также дал показания против своего старого друга Пола Варио, которому дали четыре года. Хилл с семьёй долго подыскивал новое место жительства и, наконец, обосновался в штате Вашингтон.
В сентябре 1981 года Хилл познакомился с криминальным писателем Николасом Пиледжи, который впоследствии написал о нём книгу, а в 1990 году на экранах кинотеатров появилась драма Мартина Скорсезе «Славные парни», основанная на жизни Генри Хилла. Роль Хилла исполнил Рэй Лиотта, а его близких друзей Джимми Бёрка и Томми Десимоне — Роберт Де Ниро и Джо Пеши соответственно. Всю свою дальнейшую жизнь Хилл проводил так же, как привык: продавал наркотики, мошенничал, и в конце концов потерял все деньги, что у него были. В конце 1980-х годов от него ушла жена.

### Последние годы и смерть
Последние годы жизни Генри Хилл жил в южной Калифорнии, увлекался рисованием, а свои картины продавал на eBay. Кроме этого, несколько лет он работал шеф-поваром в ресторане итальянской кухни Firefly.
12 июня 2012 года, через день после 69-го дня рождения, Хилл скончался в одном из лос-анджелесских госпиталей. Причиной смерти стала долгая и неизлечимая болезнь, вероятно, проблемы с сердцем.
Рэй Лиотта, исполнивший роль Хилла в «Славных парнях», сказал: «Часть меня ушла вместе с ним. Я встречался с ним всего пару раз и не могу сказать, что хорошо знал его, но знаю, что он прожил сложную жизнь. Моё сердце с его семьёй. Да упокоится его душа».

## Личная жизнь
С 1965 по 1989 год Генри Хилл был женат на еврейке Карен Фридман. У супругов было двое детей: сын Грегг и дочь Джина. По признанию самого Хилла, дети никогда не любили его. В интервью Грегг заявлял:
Мой отец был жёноизбивающим, ворующим, азартным алкоголиком, изменщиком и торговцем наркотиками. Я не могу сказать о нём совершенно ничего хорошего.
Джина была более доброжелательной по отношению к отцу, однако позже поменяла своё мнение. И Грегг, и Джина, посещали обычные школы, где им приходилось объяснять, почему их отец так себя ведёт. Отношения с женой у Хилла также были неоднозначные: от крайнего обожания друг друга до жуткого гнева и конфликтов.
Ближе к концу жизни Хилл имел романтические отношения с Лизой Казертой.